# Смертельная битва: Наследие
«Смертельная битва: Наследие» (англ. Mortal Kombat: Legacy) — американский короткометражный веб-сериал, основанный на играх серии Mortal Kombat. 11 апреля 2011 года сериал дебютировал на канале Machinima.com в YouTube. Второй сезон был выпущен в полном объёме 26 сентября 2013 года.
Предпосылки создания сериала появились после успеха короткометражного фильма режиссёра Кевина Танчароена под названием «Смертельная битва: Перерождение», который достаточно реалистично отображает предысторию оригинальной игры. К тому времени режиссёр планировал съёмки полнометражного фильма, поэтому представил концепцию для Warner Bros., но в компании отказались поддержать фильм, даже несмотря на внимание и положительный отклик фанатов. Вместо этого Кевину Танчароену разрешили снимать веб-сериал.

## Сюжет
Первый сезон представляет собой цепь историй, связанных между собой лишь участием персонажей в турнире «Смертельная битва». Каждая из историй посвящена событиям, ранее лишь упоминавшимся в мифологии серии игр, и происходящим ещё до (либо во время) десятого турнира «Смертельной битвы», показанной в первой игре.
Во втором сезоне будет также продолжен рассказ о предшествующих событиях, после чего все события будут объединены в одну историю, посвящённую событиям на самом Турнире.

## Разработка персонажей
Работая над сериалом, Танчароен взял образ нескольких ключевых персонажей из своей предыдущей короткометражки Смертельная битва: Перерождение (Джакс, Соня Блейд, Джонни Кейдж), пригласив и актёров, их сыгравших. Оставшиеся персонажи были либо изменены (Барака, Шан Цзун), либо вовсе не попали в сериал (Рептилия). Остальные персонажи были разработаны уже сразу для сериала.

### Персонажи первого сезона
Скорпион
15 января 2011 года Йен Энтони Дейл подтвердил своё возвращение к роли Скорпиона. 25 февраля Танчароен опубликовал две технические фотографии, которые по мнению фанатов, намекали на Саб-Зиро и Скорпиона. 3 марта Танчароен опубликовал фото со Скорпионом в заснеженном лесу, а на следующий день, 4 марта опубликовал ещё одно фото с вырванным позвоночником, шутливо предложив фанатам угадать результат какого действия (добивания или дружбы) так получилось.
Позднее Танчароен рассказывал, что был весьма впечатлён, увидев Скорпиона в его костюме.
Джакс
Изначально образ детектива Джексона Бриггса (его сыграл Майкл Джей Уайт) был представлен в короткометражке Смертельная битва: Перерождение. Танчароен для своего сериала взял оттуда как персонажа, так и пригласив актера, сыгравшего эту роль. Истории Джакса посвящены первые два эпизода сериала. Там рассказывается, как Джакс в нарушение всех должностных инструкций отправляется спасать свою напарницу Соню Блейд, вступает в схватку с Кано и в итоге остается покалеченным сам.
Первая официальная фотография Джакса была опубликована Танчароеном в его Twitter-профиле 8 марта. В интервью порталу IGN Майкл Джей Уайт рассказал, что история Джакса, Сони и Кано будет развиваться в нашей реальности «с добавлением вероятно 15 процентов сверхъестественного», а Тим Картер (продюсер сериала) добавил, что «каждый набор эпизодов будет посвящён различным персонажам и различным моментам игры. Например, история Сони/Джакса/Кано весьма близка к тому, что было в короткометражке — суровая полицейская история. Но если мы возьмем других персонажей игры, а они существуют в вымышленном мире, то мы отправимся в этот вымышленный мир вместе с ними».
Соня Блейд
Как и в случае с Джаксом, образ Сони Блейд был взят из «Перерождения», аналогично было предложено сыграть её вновь актрисе Джери Райан. 25 января она подтвердила поступившее ей предложение о возвращении к уже знакомой ей роли Сони Блейд. 6 февраля она подтвердила своё согласие участвовать в съёмках, попутно сообщив о готовящемся выезде на съёмки в Ванкувер. 12 февраля Джери Райан в своём микроблоге на Twitter.com опубликовала первые фотографии со съёмок. 23 февраля, когда съёмки сериала уже заканчивались, было опубликовано первое официальное фото сериала с изображением Сони Блейд.
Кано
Дэррен Шахлави стал третьим актёром, официально заявленным WB в роли Кано. Его персонаж появляется в трёх сериях из девяти, в первых двух из которых он является одним из главных персонажей, а в третьей серии, события которой происходят ранее, он является лишь одним из второстепенных персонажей. В сериале Кано представлен как один из руководителей организованной преступной группы «Чёрный дракон», лично контролирующий поставки украденных комплектующих со склада Министерства обороны США для создания киборгов клана Лин Куэй. В прошлом в его планы весьма активно вмешивалась Соня Блейд, в результате чего он убил её предыдущего напарника (до Джакса), и пытается убить и саму Соню, демонстрируя свой одновременно садистский и сексуальный интерес к ней.
Шахлави на съёмки пригласил Лорнелл Стовалл, хореограф сериала, приславший несколькими месяцами ранее ему письмо с упоминанием о том, что хочет «кое-где его задействовать». Позднее, когда Шахлави узнал о подготовке к съёмкам веб-сериала, то попросил своего агента узнать о возможности его участия в нём, а параллельно с этим связался со Стоваллом. Танчароен ранее уже видел фильм Ип Ман 2, поэтому согласился на предложенную Стоваллом кандидатуру Шахлави. Однако, некто, ответственный за кастинг, забыл сообщить Шахлави о дате прослушивания. Тогда Стовалл за несколько дней до съёмок позвонил Дэррену по телефону и сообщил, что они провели кастинг и хотели бы пригласить Шахлави. К этому моменту уже было поздно что-либо менять в хореографии, поэтому Шахлави не мог что-либо добавить в сцену схватки с Джаксом чего-либо от себя. К моменту его прибытия на съёмочную площадку съёмки проходили уже весь день и у команды была лишь пара часов на съёмку поединка.
Как он сам признался в одном из интервью, Шахлави ещё до съёмок был знаком со вселенной MK, правда по большей части по фильмам и саундтрекам к ним (в частности, под эту музыку он тренировался), при этом в игры практически не играв. О первом фильме он впервые услышал от Робина Шу, с которым он ранее снимался в одном из фильмов. Во время встречи в одном из баров Гонконга Шу рассказал Дэррену о съёмках в «Смертельной битве» и показал фотографии со съёмок в Таиланде. Позднее Шахлави приходил к Шу на съёмках второго фильма, проходивших в Лондоне. Шу тогда сказал, что может помочь Шахлави получить небольшую роль в фильме, но тот как раз перед этим получил одну из главных ролей в фильме Кровавая луна, в котором в одном из поединков сражается с Хакимом Элстоном, с которым Робин Шу дрался на бо в первом фильме.
Сам Шахлави описывает своего персонажа как человека, любящего быть «плохим» и получающего от этого удовольствие. Его Кано предпочитает, чтобы его боялись, а не любили. Во время исполнения своей роли Шахлави старался показать стремление Кано к доминированию во всём, а также попытку стать кем-то большим, чем просто мелкий жулик. Во время съёмок сам Шахлави не пытался «переиграть» Годдарда, поскольку пытался изобразить несколько другого персонажа, но в первом эпизоде добавил ему фразу «I’m gonna miss you, baby» (рус. Я буду по тебе скучать, крошка) как бы передавая привет Кано в исполнении Годдарда.
Страйкер
15 февраля портал IGN опубликовал новость о том, что актёр Тамо Пеникетт сыграет лейтенанта Кёртиса Страйкера.
Джонни Кейдж
О появлении этого персонажа в сериале было объявлено в официальном пресс-релизе WB, выпущенном 24 января. 17 февраля (накануне съемки соответствующего эпизода) Мэтт Маллинз через Twitter-аккаунт объявил, что вновь сыграет этого персонажа. 26 февраля в ответ на вопрос одного из пользователей Танчароен подтвердил, что Джонни Кейдж в сериале продемонстрирует свой коронный удар в пах.
Милина
Первым упоминанием о появлении Милены в сериале можно считать фотографию их поединка с Китаной, выложенную Танчароеном в своём Twitter-профиле 15 марта. В трейлере, опубликованном 12 апреля, были представлены фрагменты этого боя. В трейлере можно было заметить специфические шрамы на щеках Милены, намекающие на её челюсти, унаследованные от таркатанов (согласно мифологии игровой серии). 20 апреля Джолин Трэн в своём Twitter-профиле в ответ на вопрос об участии в сериале подтвердила, что является исполнительницей роли Милены. Тогда же, на вопрос о том, как попала в сериал, Джолин ответила, что «её друг работает над ним и предложил ей поучаствовать в нём». 30 апреля Танчароен опубликовал картинку с мультяшным изображением Милены и подписью «Что не так, юная Милена?». Дочь Жан-Клода Ван Дамма — Бьянка Бри — проходила пробы на эту роль.
Барака
Первая фотография с данным персонажем была опубликована Танчароеном 15 марта, причём на фотографии были видны лишь руки и клинки Бараки. Однако, этого было достаточно, чтобы заметить отличия от образа, продемонстрированного в короткометражке Смертельная битва: Перерождение: ржавый цвет лезвий, изменена раса персонажа (в короткометражке он был представлен человеком, тогда как новый образ стал ближе к игровому, то есть полудемону). Роль Бараки исполнил бразильский актёр Латиф Кроудер. Впервые внешний облик Бараки был показан в трейлере сериала 12 апреля, а 15 апреля была опубликована статья в The New York Times, содержавшая фотографию Бараки.
Райдэн
11 февраля Райан Роббинс публикует в своём Twitter-профиле ссылку на изображение Райдэна, на следующий день объявив, что на следующей неделе примет участие в съёмках сериала в роли Райдэна.
16 февраля эта информация была подхвачена уже многими интернет-порталами. Сам же Роббинс в этот день написал, что начинаются съёмки. Начиная с 17 февраля Роббинс опубликовал несколько фотографий с локаций, где происходили съёмки. Вечером 17 февраля Роббинс написал, что его время съёмок закончилось (длилось 2 дня).
4 марта Танчароен опубликовал фото Райдэна, предложив поклонникам угадать кто это. Изначально фанатами высказывались различные предположения (начиная с Кано и заканчивая Мясом), однако благодаря тому, что к тому времени уже было известно, что Райан Роббинс (а на фото был именно он) играет Райдэна, стало точно известно, что на фотографии изображён именно этот персонаж.
Сам Танчароен позднее говорил, что во время съёмок истории о Райдэне он предпочёл собственный взгляд на этого персонажа, использовав стилистику, близкую к стилистике «Перерождения».
Шао Кан
27 апреля было опубликовано интервью с Алексом Пауновичем, в котором актёр рассказал о том, что его роль в сериале довольно небольшая, при этом там же была впервые опубликована фотография его персонажа (несмотря на то, что он мелькал в трейлере, крупным планом его не показывали).
Сайракс
Как впоследствии в интервью рассказывал Шейн Уоррен Джонс, о готовящихся съёмках сериала он узнал от пары друзей, ранее работавших над «Перерождением». Джонс прошёл отбор буквально за неделю до начала съёмок, в ближайшие выходные вылетел на место съёмок, а ещё через два дня начались съёмки девятого эпизода с его участием.
2 июня 2011 года Танчароен опубликовал черновую фотографию Сайракса-киборга в профиль. 7 июля веб-сайт Shock Till You Drop опубликовал фотографию с Сайраксом и Сектором из готовящейся на тот момент к выходу девятой серии, на которой был запечатлён момент снятия маски Сайракса. Незадолго до выхода девятой серии, 16 июля 2011 года Танчароен опубликовал ещё один кадр с Сайраксом и Сектором.
Сектор
7 июля веб-сайт Shock Till You Drop опубликовал фотографию с Сайраксом и Сектором из готовящейся на тот момент к выходу девятой серии, на заднем плане которой был виден Сектор, а 16 июля — второй кадр с ними, а ещё через несколько дней, 20 июля был опубликован кадр с Сектором и Гидром, впервые раскрывающий внешний облик Гидром-киборга.
Гидро
Впервые о появлении Гидро в сериале стало известно из опубликованного Танчароеном кадра из 9го эпизода MKL..
Прочие
Блу
27 февраля Танчароен опубликовал фотографию, на которой была изображена Трейси Спиридакос в роли персонажа «Blue», причём как специально отметил режиссёр, «Blue» и Китана — это разные персонажи. Фанатами были высказаны предположения, что это Фрост.

### Персонажи второго сезона
В интервью, опубликованном 10 мая 2011 года, Танчароен заявил о своём желании рассказать во втором сезоне предысторию Кабала, а также ввести в сериал Горо.Танчароен также заявил что во втором сезоне будет рассказывать предысторию Кунг Лао и Лю Кэнга, а также ввести в сериал брата Горо — Дюрака.
Позже было представлено видео, в котором Танчароен рассказывает о своих планах касательно второго сезона, съёмки которого начнутся 28 ноября 2012 года. Исходя из стилизованного списка персонажей, в сериале появятся: Кано, Лю Кан (Брайан Ти), Кун Лао (Марк Дакаскос), Рэйден (Дэвид Ли МакИннис), Джонни Кейдж (Каспер Ван Дьен), Скорпион (Йен Энтони Дейл), Саб-Зиро (Эрик Стейнберг), Соня Блэйд, Китана (Саманта Джо), Милена (Мишель Ли), Джакс, Барака, Страйкер (Эрик Джакобас), Шан Цзун (Кэри-Хироюки Тагава), Куан Чи, Ермак (Ким До Нгуен), Кэнши (Дэн Саутворт), Рэйн. Также, в трейлере были мельком замечены Смоук, Сектор и Сайрекс, а также один из шоканов в тигриной шкуре (скорее всего Кинтаро).
Смертельная битва: Наследие 2 сезон вышел.

## Разработка

### Предыстория
8 июня 2010 года в сети Интернет появился короткометражный фильм Кевин Танчароена, позднее озаглавленный как Смертельная битва: Перерождение, вызвавший большой интерес как зрителей, так и различных медиа-изданий, в результате быстро набравшее более 10 миллионов просмотров. Молодой режиссёр из Лос-Анджелеса Кевин Танчароен, на свои деньги снявший данную короткометражку, правами на использование бренда «Mortal Kombat» не обладал. Впоследствии было заявлено, что он хотел продемонстрировать данное видео лишь руководству WB, и лишь по ошибке выложил его в открытый доступ. Однако, вместо судебных исков компания предложила ему работу. WB предложила Танчароену снять сериал в дополнение к выходящей в апреле игре вместо фильма.

### Подготовка к съёмкам (январь 2011)
15 января 2011 года было объявлено о готовящихся съёмках небольшого веб-сериала, который будет доступен лишь в сети Интернет. Съёмки должны были начаться в феврале в Ванкувере. В качестве режиссёра выступал вновь Кевин Танчарен (он также занимался и правкой сценариев для сериала), а в качестве сценаристов были указаны Тод Хелбинг и Аэрон Хелбинг, ранее известные как сценаристы к сериалу Спартак: Кровь и песок. При этом было указано, что Майкл Джей Уайт вновь сыграет Джаксона Бриггса, а сюжет будет развиваться в сеттинге «Перерождения». 24 января Warner Premiere выпустила пресс-релиз, подтверждающий известную ранее информацию, а также было упомянуто появление таких персонажей как Скорпион, Джонни Кейдж и Лю Кан. В качестве сроков выхода на тот момент называлась весна 2011 года.

### Период съемок (февраль 2011)
14 февраля 2011 года, Warner Premiere вновь выпустила пресс-релиз, официально подтверждающий участие Майкла Джея Уайта в роли Джаксона Бриггса, Джери Райан в роли Сони Блейд, а также Даррена Шахлави в роли Кано. Позднее, в интервью Танчароен сравнивал экранизацию файтинга с постановкой танцев, утверждая что всё это тоже хореография, разница состоит лишь в том, что здесь (во время съёмок) нет музыки.

### Подготовка к выпуску (март 2011)
15 марта Танчароен опубликовал технический снимок двух сражающихся девушек, охарактеризовав его как «Девчачий бой» (англ. Girl fight). Фанаты предположили, что это, возможно, Китана и Милина (впоследствии это предположение подтвердилось), но на тот момент официального подтверждения не было.

## Выход
В течение двух дней после выхода первой серии 12 апреля 2011 года она набрала 3,6 миллионов просмотров и стала самым просматриваемым видеороликом на YouTube в Австралии, Великобритании, России и Швеции на тот момент. К субботе видеоролик преодолел планку в 5 миллионов просмотров, причём 3,4 миллиона из них были уникальными просмотрами (то есть сделанные разными пользователями). Такое зрительское внимание дало возможность Танчароену и Томасу Гевеке (президент Warner Bros. Digital Distribution) говорить о планах на полнометражную киноэкранизацию.

## Дистрибуция
Изначально предполагалась цифровая дистрибуция сериала через сервисы iTunes и Amazon. Однако впоследствии решение было изменено и по мере выхода (апрель-июнь 2011) серии сериала выкладывались на официальном Youtube-канале сайта Machinima.com. Вскоре начали появляться любительские (нелицензионные) переводы. Позднее Танчароен заявил о намерении выпустить сериал на DVD/Blu-Ray-носителях. Однако определенных планов по выпуску дисков на тот момент не было. Так, Танчароен в майском интервью заявлял, что хочет на дисках с сериалом выпустить и множество дополнительных материалов (сцены съемок поединков и т. д.). По поводу сроков на тот момент он ничего не знал, сказав, что планы у руководства WB на выпуск дисков есть, но точные сроки неизвестны, поскольку называются разные даты.
20 июля 2011 года сериал был опубликован на iTunes для коммерческой загрузки. Список серий включал все 8 выпущенных на тот момент серий (без финальной серии про киборгов), а также видеокомментарий режиссёра.

## Критика

### Эпизод 1
Джероми Эдлер в своей рецензии отметил жёсткую и мрачную кинематографичность сериала, заданную первым эпизодом, в целом удачный кастинг, однако что касается хореографии и постановки боёв, он отозвался вполне благожелательно, тем не менее указав при этом, что «видели и лучше». В целом, он отметил, что данный продукт весьма неплох для своей ниши и поставил серии 4,5 балла из 5 возможных.

### Эпизод 2
Во втором эпизоде Джероми Эдлер отметил поддержку уровня, заданного первым эпизодом, но и указал большее число недостатков. Так, например, он отметил излишнюю трату на пересказ первого эпизода, поскольку, по его мнению, это полезно лишь для телесериалов, а не для веб-сериалов, так как для того, чтобы вспомнить события предыдущей серии веб-сериала, достаточно лишь сделать ещё один клик мышкой, и тратить на это 15 % времени эпизода — совершенно бессмысленно. В итоге, заметив, что историю необходимо рассказывать «наиболее эффективным образом», а второй эпизод представляет собой «топтание на месте», поставил 4 балла из 5 возможных.

### Эпизод 3
По мнению Джероми Эдлера третий эпизод был избавлен от недостатков второго. Например, нет затянутого пересказа предыдущих серий, манера рассказа истории Джонни Кейджа весьма интересна и захватывающа. Отдельно автор отметил упоминания телесериалов 90-х «Dog the Bounty Hunter», «Баффи — истребительница вампиров» и «Mighty Morphing Power Rangers». В результате, по его мнению, серия удостоилась 5 баллов из 5 возможных.

### Эпизод 4
Джероми Эдлер в целом довольно критично отозвался о данном эпизоде, выставив ему только три балла (меньше чем предыдущим). По его мнению, у данного эпизода довольно много недостатков. В частности, он отмечает, что закадровый рассказ о предыстории Китаны, Синдел, Шао Кана и Бараки стоило бы показывать вместо первого эпизода, поскольку в качестве четвёртого это несколько замедляет повествование. Кроме того, по его мнению, аниме-вставки подаются в не слишком уместных сценах (автор списывает это на финансовые ограничения сериала), что в целом несколько сбивает настрой. Также автор подвергает резкой критике недостаточную проработку Шао Кана, Шан Цзуна и Бараки (называя последнего орком из Властелина колец). В целом, Эдлер пишет, что данный эпизод не обладает духом первых серий, а также ему недостаёт концепции.

## Интересные факты
- Кэри-Хироюки Тагава уже снимался в роли Шан Цзуна в полнометражном фильме 1995 года «Смертельная битва».
- Кэри-Хироюки Тагава (Шан Цзун), Латиф Кроудер (Барака) и Йен Энтони Дейл (Скорпион) уже снимались вместе в фильме «Теккен».
- В третьем эпизоде первого сезона в роли телепродюсера Эда Гудмана снялся один из создателей игр серии Mortal Kombat Эд Бун.